# Однополые браки в США

Правовой статус однополых браков в Соединённых Штатах:
Заключаются однополые браки
Однополые браки признаются, но не заключаются
Однополые браки не признаются (полосы: смешанные юрисдикции)

Однополые браки были легализованы по всей территории США 26 июня 2015 года, когда Верховный суд страны вынес решение по делу «Обергефелл против Ходжеса». Высшая судебная инстанция Соединённых Штатов постановила, что Конституция США гарантирует право однополых пар заключить брак. Своим решением Верховный суд США обязал власти всех штатов регистрировать однополые браки, а также признавать такие браки, если они заключены в других юрисдикциях. 13 декабря 2022 года Джо Байден как президент США подписал указ о легализации и защиты однополых браков на федеральном уровне. Этот закон предусматривает правовую защиту однополым и межрасовым бракам на территории всех штатов и территорий.
До решения Верховного суда однополые браки уже были легализованы в 35 штатах из 50, в федеральном округе Колумбия и в территории Гуам (см. сводную таблицу ниже), в 13 штатах однополые браки были запрещены конституциями, ещё в двух штатах (Миссури и Канзас) однополые браки заключались не повсеместно, но при этом в Миссури они признавались на территории всего штата. Начиная с июня 2013 года однополые браки признаются федеральным правительством США.

## Статус однополых браков в США до решения Верховного Суда
|       | Штат              | Дата легализации | Вступление в силу | Метод легализации |
| ----- | ----------------- | ---------------- | ----------------- | --- |
| 1.    | Массачусетс       | 18 ноября 2003   | 17 мая 2004       | Решение Верховного суда Массачусетса. См. Однополые браки в Массачусетсе. |
| 2.    | Калифорния        | 15 мая 2008      | 16 июня 2008      | Решение Верховного суда Калифорнии 2008 года было приостановлено после принятия Предложения 8. В 2010 году федеральный суд признал Предложение 8 неконституционным. В 2013 году Верховный суд США отклонил апелляцию по этому делу и регистрация однополых браков была возобновлена. См. Однополые браки в Калифорнии. |
| 2.    | Калифорния        | 4 августа 2010   | 28 июня 2013      | Решение Верховного суда Калифорнии 2008 года было приостановлено после принятия Предложения 8. В 2010 году федеральный суд признал Предложение 8 неконституционным. В 2013 году Верховный суд США отклонил апелляцию по этому делу и регистрация однополых браков была возобновлена. См. Однополые браки в Калифорнии. |
| 3.    | Коннектикут       | 10 октября 2008  | 12 ноября 2008    | Решение Верховного суда Коннектикута |
| 4.    | Айова             | 3 апреля 2009    | 27 апреля 2009    | Решение Верховного суда Айовы |
| 5.    | Вермонт           | 7 апреля 2009    | 1 сентября 2009   | Принятие парламентом |
| 6.    | Нью-Гэмпшир       | 3 июня 2009      | 1 января 2010     | Принятие парламентом |
| —     | Округ Колумбия    | 18 декабря 2009  | 9 марта 2010      | Принятие парламентом |
| 7.    | Нью-Йорк          | 24 июня 2011     | 24 июля 2011      | Принятие парламентом |
| 8.    | Вашингтон         | 6 ноября 2012    | 6 декабря 2012    | Принятие парламентом; закон поддержан на референдуме |
| 9.    | Мэн               | 6 ноября 2012    | 29 декабря 2012   | Референдум |
| 10.   | Мэриленд          | 6 ноября 2012    | 1 января 2013     | Принятие парламентом; закон поддержан на референдуме |
| 11.   | Род-Айленд        | 2 мая 2013       | 1 августа 2013    | Принятие парламентом |
| 12.   | Делавэр           | 7 мая 2013       | 1 июля 2013       | Принятие парламентом |
| 13.   | Миннесота         | 14 мая 2013      | 1 августа 2013    | Принятие парламентом |
| 14.   | Нью-Джерси        | 27 сентября 2013 | 21 октября 2013   | Решение суда |
| 15.   | Гавайи            | 13 ноября 2013   | 2 декабря 2013    | Принятие парламентом |
| 16.   | Иллинойс          | 20 ноября 2013   | 1 июня 2014       | Принятие парламентом |
| 17.   | Нью-Мексико       | 19 декабря 2013  | 19 декабря 2013   | Решение Верховного суда Нью-Мексико |
| 18.   | Юта               | 20 декабря 2013  | 20 декабря 2013   | По решению федерального суда. 6 января 2014 года исполнение решения было приостановлено до рассмотрения дела судом апелляционной инстанции. 25 июня 2014 года федеральный апелляционный суд подтвердил вердикт нижестоящего суда, признавшего неконституционным запрет однополых браков в американском штате Юта. Однако, суд отсрочил вступление своего вердикта в силу, чтобы стороны могли его обжаловать в Верховном Суде США. Впоследствии, решение было обжаловано в Верховный Суд США. 6 октября 2014 года Верховный Суд США отклонил просьбу штата заслушать дело. Таким образом, однополые браки стали легальными в штате Юта.   |
| 18.   | Юта               | 6 октября 2014   | 6 октября 2014    | По решению федерального суда. 6 января 2014 года исполнение решения было приостановлено до рассмотрения дела судом апелляционной инстанции. 25 июня 2014 года федеральный апелляционный суд подтвердил вердикт нижестоящего суда, признавшего неконституционным запрет однополых браков в американском штате Юта. Однако, суд отсрочил вступление своего вердикта в силу, чтобы стороны могли его обжаловать в Верховном Суде США. Впоследствии, решение было обжаловано в Верховный Суд США. 6 октября 2014 года Верховный Суд США отклонил просьбу штата заслушать дело. Таким образом, однополые браки стали легальными в штате Юта.   |
| 19.   | Оклахома          | 14 января 2014   |                   | По решению федерального суда. Исполнение решения было немедленно приостановлено до рассмотрения дела судом апелляционной инстанции. 18 июля 2014 года федеральный апелляционный суд подтвердил вердикт нижестоящего суда, признавшего неконституционным запрет однополых браков в американском штате Оклахома. Однако, суд отсрочил вступление своего вердикта в силу, чтобы стороны могли его обжаловать в Верховном Суде США. Впоследствии, решение было обжаловано в Верховный Суд США. 6 октября 2014 года Верховный Суд США отклонил просьбу штата заслушать дело. Таким образом, однополые браки стали легальными в штате Оклахома. |
| 19.   | Оклахома          | 6 октября 2014   | 6 октября 2014    | По решению федерального суда. Исполнение решения было немедленно приостановлено до рассмотрения дела судом апелляционной инстанции. 18 июля 2014 года федеральный апелляционный суд подтвердил вердикт нижестоящего суда, признавшего неконституционным запрет однополых браков в американском штате Оклахома. Однако, суд отсрочил вступление своего вердикта в силу, чтобы стороны могли его обжаловать в Верховном Суде США. Впоследствии, решение было обжаловано в Верховный Суд США. 6 октября 2014 года Верховный Суд США отклонил просьбу штата заслушать дело. Таким образом, однополые браки стали легальными в штате Оклахома. |
| 20.   | Виргиния          | 13 февраля 2014  |                   | По решению федерального суда. Исполнение решения было немедленно приостановлено до рассмотрения дела судом апелляционной инстанции. 28 июля федеральный апелляционный суд подтвердил решение нижестоящего суда. Впоследствии, решение было обжаловано в Верховный Суд США. 6 октября 2014 года Верховный Суд США отклонил просьбу штата заслушать дело. Таким образом, однополые браки стали легальными в штате Виргиния. |
| 20.   | Виргиния          | 6 октября 2014   | 6 октября 2014    | По решению федерального суда. Исполнение решения было немедленно приостановлено до рассмотрения дела судом апелляционной инстанции. 28 июля федеральный апелляционный суд подтвердил решение нижестоящего суда. Впоследствии, решение было обжаловано в Верховный Суд США. 6 октября 2014 года Верховный Суд США отклонил просьбу штата заслушать дело. Таким образом, однополые браки стали легальными в штате Виргиния. |
| (21.) | Техас             | 26 февраля 2014  |                   | По решению федерального суда. Исполнение решения было немедленно приостановлено до рассмотрения дела судом апелляционной инстанции. |
| (22.) | Мичиган           | 21 марта 2014    | 21 марта 2014     | По решению федерального суда. 22 марта 2014 года исполнение решения было приостановлено до рассмотрения дела судом апелляционной инстанции. 6 ноября 2014 года Апелляционный суд шестого округа США признал законным запрет однополых браков в штатах Мичиган, Кентукки, Огайо и Теннесси. |
| (23.) | Арканзас          | 9 мая 2014       | 9 мая 2014        | По решению федерального суда. 16 мая решением Верховного суда штата регистрация браков временно приостановлена до рассмотрения дела судом апелляционной инстанции. |
| 24.   | Айдахо            | 13 мая 2014      |                   | По решению федерального суда. Согласно вердикту, однополые пары смогли бы подавать заявления на выдачу брачных лицензий с 16 мая 2014 года. Однако, 15 мая 2014 года исполнение решения было приостановлено до рассмотрения дела судом апелляционной инстанции. 7 октября 2014 года Апелляционный суд девятого округа США легализовал однополые браки, позже один из судей Верховного суда удовлетворил прошение властей штата об отсрочке исполнения вердикта. Однако, 10 октября 2014 года Верховный Суд в полном составе отверг требования властей штата. Таким образом, однополые браки стали легальными в штате Айдахо.              |
| 24.   | Айдахо            | 7 октября 2014   | 15 октября 2014   | По решению федерального суда. Согласно вердикту, однополые пары смогли бы подавать заявления на выдачу брачных лицензий с 16 мая 2014 года. Однако, 15 мая 2014 года исполнение решения было приостановлено до рассмотрения дела судом апелляционной инстанции. 7 октября 2014 года Апелляционный суд девятого округа США легализовал однополые браки, позже один из судей Верховного суда удовлетворил прошение властей штата об отсрочке исполнения вердикта. Однако, 10 октября 2014 года Верховный Суд в полном составе отверг требования властей штата. Таким образом, однополые браки стали легальными в штате Айдахо.              |
| 25.   | Орегон            | 19 мая 2014      | 19 мая 2014       | По решению федерального суда. |
| 26.   | Пенсильвания      | 20 мая 2014      | 20 мая 2014       | По решению федерального суда. |
| 27.   | Висконсин         | 6 июня 2014      | 6 июня 2014       | По решению федерального суда. 13 июня решением Верховного суда штата регистрация браков временно приостановлена до рассмотрения дела судом апелляционной инстанции. 4 сентября федеральный апелляционный суд подтвердил решение нижестоящего суда. Впоследствии, решение было обжаловано в Верховный Суд США. 6 октября 2014 года Верховный Суд США отклонил просьбу штата заслушать дело. Таким образом, однополые браки стали легальными в штате Висконсин. |
| 27.   | Висконсин         | 6 октября 2014   | 6 октября 2014    | По решению федерального суда. 13 июня решением Верховного суда штата регистрация браков временно приостановлена до рассмотрения дела судом апелляционной инстанции. 4 сентября федеральный апелляционный суд подтвердил решение нижестоящего суда. Впоследствии, решение было обжаловано в Верховный Суд США. 6 октября 2014 года Верховный Суд США отклонил просьбу штата заслушать дело. Таким образом, однополые браки стали легальными в штате Висконсин. |
| 28.   | Индиана           | 25 июня 2014     | 25 июня 2014      | По решению федерального суда. 27 июня исполнение решения было приостановлено до рассмотрения дела судом апелляционной инстанции. 4 сентября федеральный апелляционный суд подтвердил решение нижестоящего суда. Впоследствии, решение было обжаловано в Верховный Суд США. 6 октября 2014 года Верховный Суд США отклонил просьбу штата заслушать дело. Таким образом, однополые браки стали легальными в штате Индиана. |
| 28.   | Индиана           | 6 октября 2014   | 6 октября 2014    | По решению федерального суда. 27 июня исполнение решения было приостановлено до рассмотрения дела судом апелляционной инстанции. 4 сентября федеральный апелляционный суд подтвердил решение нижестоящего суда. Впоследствии, решение было обжаловано в Верховный Суд США. 6 октября 2014 года Верховный Суд США отклонил просьбу штата заслушать дело. Таким образом, однополые браки стали легальными в штате Индиана. |
| (29.) | Кентукки          | 1 июля 2014      |                   | По решению федерального суда. Исполнение решения было немедленно приостановлено до рассмотрения дела судом апелляционной инстанции. 6 ноября 2014 года Апелляционный суд шестого округа США признал законным запрет однополых браков в штатах Кентукки, Огайо, Мичиган и Теннесси. |
| 30.   | Колорадо          | 9 июля 2014      |                   | По решению федерального суда. Исполнение решения было немедленно приостановлено до рассмотрения дела судом апелляционной инстанции. После решения Верховного Суда США не рассматривать апелляции на постановления о неконституционности запретов однополых браков в Вирджинии, Оклахоме, Юте, Индиане и Висконсине, генпрокурор штата Колорадо распорядился начать выдавать брачные лицензии однополым парам. |
| 30.   | Колорадо          | 7 октября 2014   | 7 октября 2014    | По решению федерального суда. Исполнение решения было немедленно приостановлено до рассмотрения дела судом апелляционной инстанции. После решения Верховного Суда США не рассматривать апелляции на постановления о неконституционности запретов однополых браков в Вирджинии, Оклахоме, Юте, Индиане и Висконсине, генпрокурор штата Колорадо распорядился начать выдавать брачные лицензии однополым парам. |
| 31.   | Флорида           | 21 августа 2014  | 6 января 2015     | По решению федерального суда. Исполнение решения было немедленно приостановлено до рассмотрения дела судом апелляционной инстанции, который постановил начать выдачу брачных лицензий однополым парам с 6 января 2015 года. |
| 32.   | Невада            | 7 октября 2014   | 9 октября 2014    | По решению федерального суда. |
| 33.   | Западная Виргиния | 9 октября 2014   | 9 октября 2014    | Решение властей штата после вступления в силу постановления Федерального апелляционного суда Четвёртого округа по аналогичному делу в штате Виргиния. |
| 34.   | Северная Каролина | 10 октября 2014  | 10 октября 2014   | По решению федерального суда. |
| 35.   | Аляска            | 12 октября 2014  | 17 октября 2014   | По решению федерального суда. |
| 36.   | Аризона           | 17 октября 2014  | 17 октября 2014   | По решению федерального суда. |
| 37.   | Вайоминг          | 17 октября 2014  | 21 октября 2014   | По решению федерального суда. Исполнение решения было немедленно приостановлено до рассмотрения вопроса апелляции судебного решения властями штата. Власти штата заявили о том, что не намерены оспаривать решение суда, после чего, 21 октября 2014 года однополые браки стали легальными на территории штата. |
| 38.   | Канзас            | 4 ноября 2014    | 12 ноября 2014    | По решению федерального суда. Согласно вердикту, однополые пары смогли бы подавать заявления на выдачу брачных лицензий с 11 ноября 2014 года. Однако, 10 ноября 2014 года исполнение решения было приостановлено до рассмотрения дела судом апелляционной инстанции. Тем не менее, 12 ноября 2014 года данный запрос судом был отклонён, и однополые браки стали легальными на территории штата. |
| (39.) | Миссури           | 7 ноября 2014    |                   | По решению федерального суда. Позже исполнение решения было приостановлено до рассмотрения дела судом апелляционной инстанции. |
| 40.   | Южная Каролина    | 12 ноября 2014   | 20 ноября 2014    | По решению федерального суда. |
| 41.   | Монтана           | 19 ноября 2014   | 19 ноября 2014    | По решению федерального суда. |
| (42.) | Миссисипи         | 25 ноября 2014   |                   | По решению федерального суда. Позже исполнение решения было приостановлено до рассмотрения дела судом апелляционной инстанции. |
| (43.) | Южная Дакота      | 12 января 2015   |                   | По решению федерального суда. Исполнение решения было немедленно приостановлено до рассмотрения дела судом апелляционной инстанции. |
| (44.) | Алабама           | 23 января 2015   | 9 февраля 2015    | По решению федерального суда. Позже исполнение решения было приостановлено до рассмотрения дела судом апелляционной инстанции, который постановил начать выдачу брачных лицензий однополым парам с 9 февраля 2015 года. 3 марта Верховный Суд Алабамы постановил прекратить регистрацию однополых браков. Соответствующее решение принято 7 голосами против 2. |
| (45.) | Небраска          | 2 марта 2015     |                   | По решению федерального суда. Позже исполнение решения было приостановлено до рассмотрения дела судом апелляционной инстанции. |
| —     | Гуам              | 5 июня 2015      | 9 июня 2015       | По решению суда. |

## Положение на федеральном уровне

### Закон о защите брака (1996)
20 сентября 1996 года накануне вероятной легализации однополых браков на Гавайях, Конгресс США принял «Закон о защите брака» (англ. Defense of Marriage Act), который на федеральном уровне определил супружество как юридически оформленный союз между мужчиной и женщиной. На следующий день, 21 сентября президент Клинтон подписал закон. В официальном заявлении главы Белого дома говорилось: «На протяжении всей моей жизни я боролся с дискриминацией любого рода, включая дискриминацию против геев и лесбиянок… Сегодня я подписываю закон о запрете однополых браков… Уже долгое время я противлюсь однополым бракам и данный закон последователен с моей позицией.»
26 июня 2013 года Верховный суд США вынес решение о неконституционности третьей части Закона о защите брака. Это решение позволило однополым супругам получить те же федеральные льготы и пособия, что и разнополым, в том числе равные права в вопросах иммиграции, привилегии при службе в вооружённых силах и многие другие (всего 1138 прав и привилегий).

### Дискуссии о внесении поправок в Конституцию США (2003—2004)
С очередной остротой дискуссии об однополых браках развернулись в США летом 2003 года, когда соседняя Канада объявила о готовности легализовать однополые союзы. Тогда наиболее консервативно настроенные американцы заговорили о необходимости внесения в Конституцию США поправки, определяющей брак как исключительно «союз мужчины и женщины». Однако, президент Джордж Буш посчитал, что в такой поправке нет необходимости. «Я не знаю, необходимы ли такие меры сейчас, — прокомментировал Буш. — Я лишь могу сказать, что для меня брак — это всегда разнополый союз». К тому моменту браки между лицами одного пола были запрещены в США почти повсеместно. Однополые гражданские союзы были разрешены в единственном штате — Вермонте.
В конце февраля 2004 года президент Джордж Буш обратился к Конгрессу страны с призывом как можно скорее одобрить и передать на ратификацию штатам поправку к конституции США, определяющую брак «как союз между мужчиной и женщиной».
В своём обращении Буш-младший отметил, что несмотря на то, что ещё в 1996 году Конгресс США принял Закон о защите брака, который на федеральном уровне определил супружество как юридически оформленный союз между мужчиной и женщиной, за несколько последних месяцев представители некоторых местных властей и судов попытались дать новое определение понятию «брак». Так, в Массачусетсе члены Верховного суда штата разрешили браки представителям одного пола. Кроме того, однополые браки поддержали власти города Сан-Франциско (штат Калифорния), и одного из округов в штате Нью-Мексико.
Соперник Буша на близящихся президентских выборах Джон Керри выступил против предлагаемой поправки, заявив, что вопрос о запрете или разрешении однополых браков должен находиться в компетенции штатов.
В июле 2004 года инициатива о введении такой поправки была внесена республиканцами на голосование в Сенат США, но она не получила поддержки. Поправка не смогла собрать 60 голосов, необходимых для её дальнейшего рассмотрения.
Палата представителей Конгресса США 30 октября 2004 года большинством голосов отклонила принятие конституционной поправки, запрещающей заключение однополых браков. За поправку проголосовало 186 человек, против — 227. Для её принятия не хватило 49 голосов.

### Отношение Барака Обамы к однополым бракам
В 2010 году одновременно с отменой политики Вооружённых сил США в отношении военнослужащих-гомосексуалов «Не спрашивай, не говори», 44-й президент Барак Обама заявил, что его позиция к этому вопросу находится в развитии. Президент отметил:
Я борюсь с этим. У меня есть друзья, коллеги, которые состоят в прочных и проверенных временем однополых отношениях. Они замечательные люди, для них этот вопрос чрезвычайно важен и близок к сердцу. На данный момент я убежден в необходимости легализации гражданских союзов, которые предоставят аналогичную защиту и те же права, что и супружеским парам, тем не менее мы будем продолжать вести полемику по этому вопросу, и я персонально продолжу борьбу со своими личными убеждениями.
В октябре 2011 года, в официальном заявлении Белого дома утверждается, что взгляды Барака Обамы до сих пор находятся в стадии развития.
Однако, в 1996 году Обама, будучи кандидатом в сенаторы в штате Иллинойс ответил на вопрос газеты the Windy City Times так: «Я одобряю легализацию однополых браков и буду бороться с попытками запретить их» (англ. I favor legalizing same-sex marriages, and would fight efforts to prohibit such marriages). 9 мая 2012 года Обама впервые публично и прямо объявил о том, что поддерживает идею легализации однополых браков.

### «Виндзор против Соединённых Штатов» (2013)
В марте 2013 года Верховный суд США заслушал два дела по вопросу о конституциональности статуса однополых браков (США против Виндзор и Холлингсворт против Перри). 26 июня 2013 года по первому делу Верховный суд постановил, что статья 3 «Закона о защите брака», определяющая брак как исключительно союз мужчины и женщины, противоречит Конституции США. Данное решение не легализует однополые браки повсеместно в США, однако признаёт антиконституционность непредоставления однополым супругам федеральных льгот и пособий.
Однако это решение не имеет никакого влияния на процесс легализации однополых браков в стране, так как в США этим вопросом каждый штат должен заниматься индивидуально, поэтому касается только тех штатов, где уже введены однополые браки. К тому моменту однополые браки были легализованы в двенадцати штатах США и в федеральном округе Колумбия.

## Начало борьбы за брачное равноправие в американских штатах

### Ранние попытки легализации однополых браков
Первая попытка легализации однополого брака состоялась в 1972 году. В деле «Бейкер против Нельсона» (англ. Baker v. Nelson) Верховный суд штата Миннесота постановил, что в этом штате брак определяется исключительно как союз мужчины и женщины. Верховный суд США оставил это решение в силе.

### Сан-Франциско и его пример

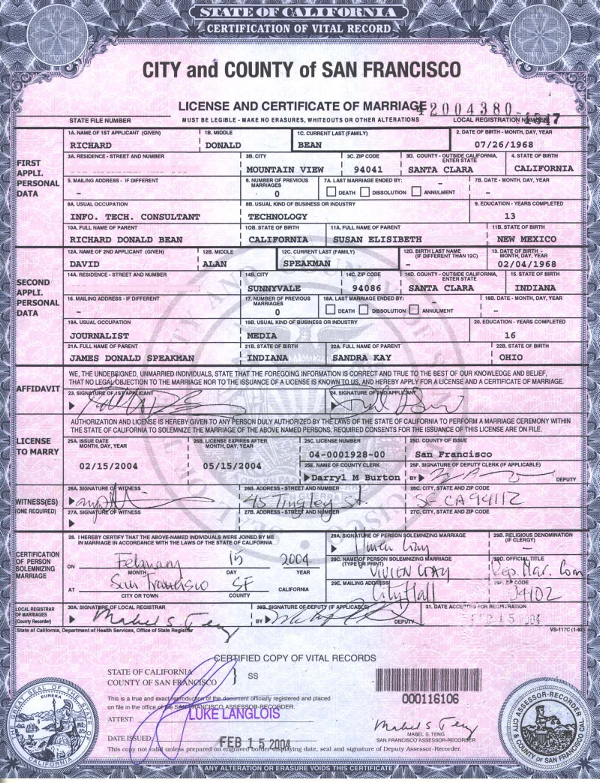
Свидетельство о браке, выданное однополой паре в Сан-Франциско в 2004 году

2004 год был насыщен событиями, связанными с вопросами об однополых браках и произошедшими в США повсеместно. Во многих штатах городская мэрия отдельных городов начала самовольно заключать однополые браки, мотивируя это тем, что нигде не прописано прямого запрета на такие браки.
3 января 2004 года мэром калифорнийского города Сан-Франциско был избран Гэвин Ньюсом (англ. Gavin Newsom), который уже с 12 февраля самовольно начал практиковать выдачу свидетельств о браке однополым парам. В ответ на это активисты Фонда защиты брака (англ. Alliance Defense Fund) подали на мэра жалобу в Верховный суд штата Калифорния, так как подобная практика противоречила законодательству штата, по которому в брачные отношения могли вступать лишь один мужчина и одна женщина.
Вскоре примеру мэра Сан-Франциско последовал Джейсон Уэст (англ. Jason West), мэр города Нью-Пальц (штат Нью-Йорк): 27 февраля 2004 года он торжественно поженил 21 однополую пару. Позиция мэра вызвала возмущение губернатора штата Нью-Йорк Джорджа Патаки. Против мэра прокуратурой было возбуждено уголовное дело. Уже в начале марта стало известно, что суд штата Нью-Йорк признал Уэста невиновным. Мэр пообещал продолжить регистрации однополых пар. Уже в июне суд признал все заключённые Уэстом браки законными и непротиворечащими ни Конституции штата, ни Конституции США.
Кроме того, брачные свидетельства в феврале 2004 года однополым парам стали выдавать в округах Малтнома и Бентон и в городе Портленде (все входят в штат Орегон), а также в столице штата Нью-Мексико. В марте к этому списку подключился Нью-Джерси. Однако, уже вскоре все однополые браки в Нью-Джерси были аннулированы генеральным прокурором штата. Тем временем, власти калифорнийского города Сан-Хосе приняли решение о признании однополых браков, заключённых в Сан-Франциско и других американских городах.

### Легализация однополых браков в Массачусетсе
Массачусетс стал первым штатом США, признавшим права однополых пар на брак. В ноябре 2003 года Верховный суд штата определил, что конституция Массачусетса не запрещает однополых браков. Поскольку сенаторы штата посчитали формулировку суда неточной, они сделали запрос с просьбой уточнить, подразумевал ли суд под «однополыми браками» однополые союзы или полноценные браки. Решение Верховного суда Массачусетса от 4 февраля 2004 года гласило, что гомосексуалы имеют право на полноценный брак. Таким образом, с 17 мая 2004 года в Массачусетсе однополые пары могут заключать брак. Жители других штатов получили право заключения однополых браков в Массачусетсе лишь с 31 июля 2008 года.

### Изменение законодательства штатов и запреты однополых браков

Хронология запретов однополых браков и других форм однополых союзов в США.

В связи со сложившейся ситуацией власти некоторых округов находились в затруднительном положении, когда они не знали имеют ли они право регистрировать однополые пары, подавшие заявления на регистрацию брака. Так, например, в округе Бентон (штат Орегон) в марте 2004 года на некоторое время были полностью запрещены все браки. Это решение было принято властями округа с целью избежания дискриминации. По мнению властей, если в законе нет чёткого определения относительно возможности однополых пар вступать в браки, то и разнополым парам не следует этого делать.
В феврале 2004 года несколько штатов попытались прояснить этот вопрос и приняли изменения в законодательстве, направленные на «защиту брака». Так, в штате Огайо был принят закон, согласно которому однополые браки, зарегистрированные в других штатах, считаются недействительными в Огайо.
11 марта 2004 года Верховный суд Калифорнии удовлетворил запрос генерального прокурора штата и приостановил дальнейшую регистрацию однополых браков в Сан-Франциско на время проверки законности такой регистрации. Вопрос о статусе более 4150 уже заключённых в Сан-Франциско браков был перенесён в суды низших инстанций.
К марту 2004 года в 14 штатах были приняты поправки, запрещающие однополые браки. В 38 штатах приняты законы «О защите брака», согласно которым брачный союз может быть заключён только между мужчиной и женщиной. А в штате Виргиния были запрещены не только однополые браки, но и любые другие формы однополых союзов — в частности, партнёрства. В ответ в суды посыпались иски от однополых пар по поводу ущемления их гражданских прав.
В Миссури также в конституционном порядке были запрещены однополые браки. По данным проведённого 3 августа 2004 года референдума 72 % населения выступили против права однополых пар заключать брак. 18 сентября 2004 года подобный референдум состоялся в Луизиане, где 78 % избирателей проголосовало за конституционный запрет однополых браков.
В ноябре 2004 года ещё в 11 штатах (Арканзас, Джорджия, Кентукки, Мичиган, Миссисипи, Монтана, Северная Дакота, Оклахома, Огайо, Юта и Орегон) однополые браки были запрещены по результатам референдумов. В Огайо, кроме того, была поддержана законодательная инициатива, запрещающая в том числе и однополые гражданские союзы.
26 февраля обе палаты легислатуры Виргинии большинством голосов утвердили поправку к Конституции штата, запрещающую однополые браки. Законы штата уже запрещали не только однополые браки, но даже и любые другие формы однополых союзов, однако сторонники поправки к Конституции утверждали, что данная мера необходима для того, чтобы исключить возможность признания браков или гражданских союзов гомосексуалов, заключённых в других штатах или странах.
В апреле 2005 года Верховный суд Орегона отменил около 3.000 свидетельств о заключении брака, полученных однополыми парами в 2004 году в Портленде со ссылкой на то, что законы штата запрещают однополые браки.

### Легализация однополых браков в Калифорнии

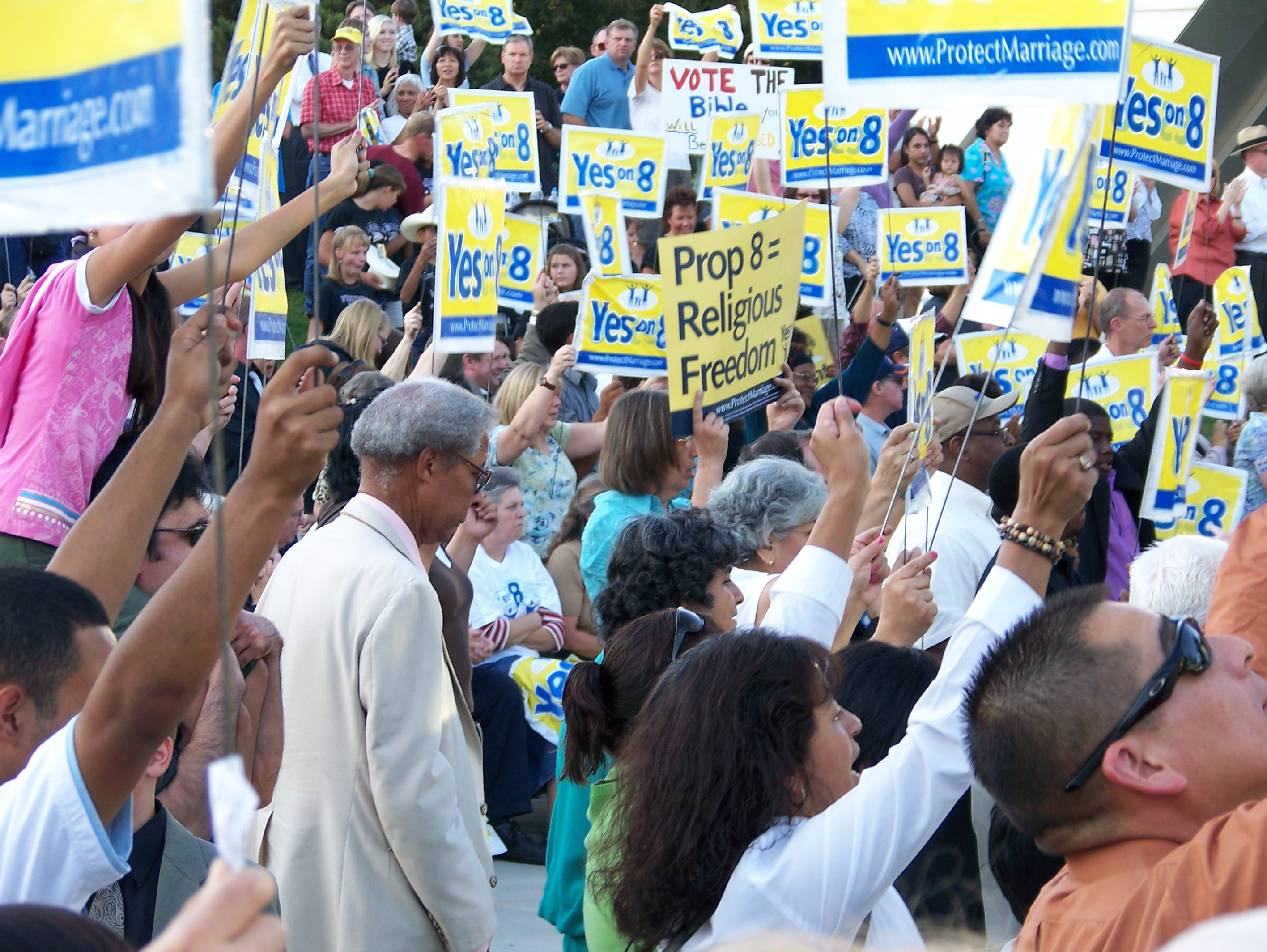
Митинг в поддержку Предложения 8 октября 2008 года

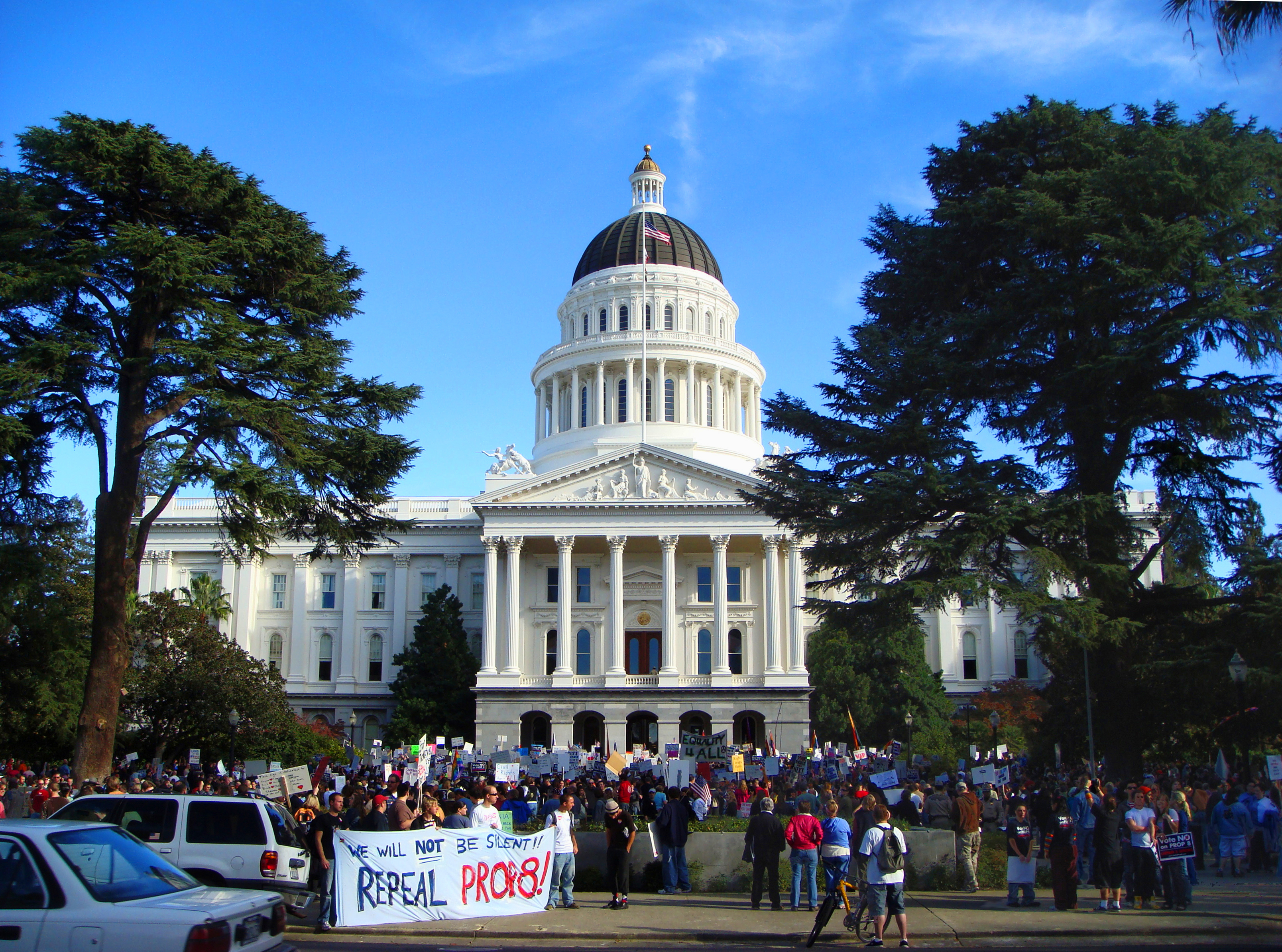
Протесты против Предложения 8 перед зданием Капитолия в Сакраменто, 9 ноября 2008 года

Ещё в 2000 году граждане Калифорнии на референдуме одобрили закон, определяющий брак как союз между мужчиной и женщиной. В феврале 2004 года власти города Сан-Франциско проигнорировали этот закон и выдали более 4 тысяч свидетельств о браке однополым парам. Однако, уже в августе 2004 года власти штата распорядились прекратить заключать новые однополые браки и аннулировали уже заключённые браки. В 2005 году Верховный суд Сан-Франциско оспорил решение властей штата, не найдя оснований для запрета однополых браков. Но в 2006 году Апелляционный суд Калифорнии обжаловал решение Верховного суда Сан-Франциско и вынес постановление о запрете однополых браков.
После этого дело было передано в Верховный суд Калифорнии, который 15 мая 2008 года 4 голосами за и 3 против постановил, что утверждение о признании браков только между представителями разных полов не соответствует Конституции США и должно быть исключено из существующего закона. Таким образом, Верховный суд Калифорнии отменил запрет на однополые браки. Регистрация однополых браков по всему штату началась 16 июня 2008 года.
К моменту принятия решения лишь власти штата Массачусетс признавали однополые браки. Кроме того, законы штатов Калифорния, Нью-Джерси и Вермонт предоставляли геям и лесбиянкам возможность заключения гражданских союзов.
После вердикта Верховного суда Калифорнии власти штата решили вновь вынести вопрос о законности заключения однополых браков на референдум 4 ноября 2008 года. По данным референдума за запрет однополых браков высказались 52,1 % жителей Калифорнии, против были 47,9 %. Таким образом, в конституции Калифорнии была утверждена так называемая «восьмая поправка», определяющая брак как «союз между мужчиной и женщиной» и заключение однополых браков было отменено.
11 января 2010 года Федеральный суд в Сан-Франциско начал новое рассмотрение иска двух гей-пар, утверждавших, что запрет на брак нарушает их гражданские права. Процесс получил название «Перри против Шварценеггера» (Perry v. Schwarzenegger). В результате многомесячного процесса 4 августа 2010 года судья федерального суда Вон Уокер (англ. Vaughn R. Walker) признал запрет однополых браков в Калифорнии противоречащим Конституции США. Однако, вынесенное постановление не означает, что в Калифорнии немедленно возобновят заключение однополых браков. Этот вопрос должен быть ещё рассмотрен апелляционным судом, куда обратились противники подобных браков.
12 августа 2010 года судья Уокер принял решение, согласно которому запрет на заключение однополых браков должен быть снят 18 августа 2010 года. К моменту принятия решения однополые браки были уже легализованы в четырёх штатах США: Коннектикуте, Айове, Массачусетсе, Нью-Гэмпшире и столице страны Вашингтоне.
17 августа 2010 года Апелляционный суд девятого округа удовлетворил жалобу противников однополых браков и продлил на неопределённый срок действие запрета на заключение однополых браков в Калифорнии. Слушание было назначено на 6 декабря 2010 года..
7 февраля 2012 года Апелляционный суд девятого округа отклонил жалобу противников однополых браков и оставил без изменений решение судьи Уокера. 26 июня 2013 года Верховный суд отклонил апелляцию противников однополых браков на это решение и оставил в силе вердикт, согласно которому запрет однополых браков в Калифорнии должен быть снят. Вслед за решением Верховного суда суд Сан-Франциско снял запрет на заключение однополых браков, и 29 июня 2013 года заключение однополых браков в Калифорнии было возобновлено.

## Легализация однополых браков в других штатах

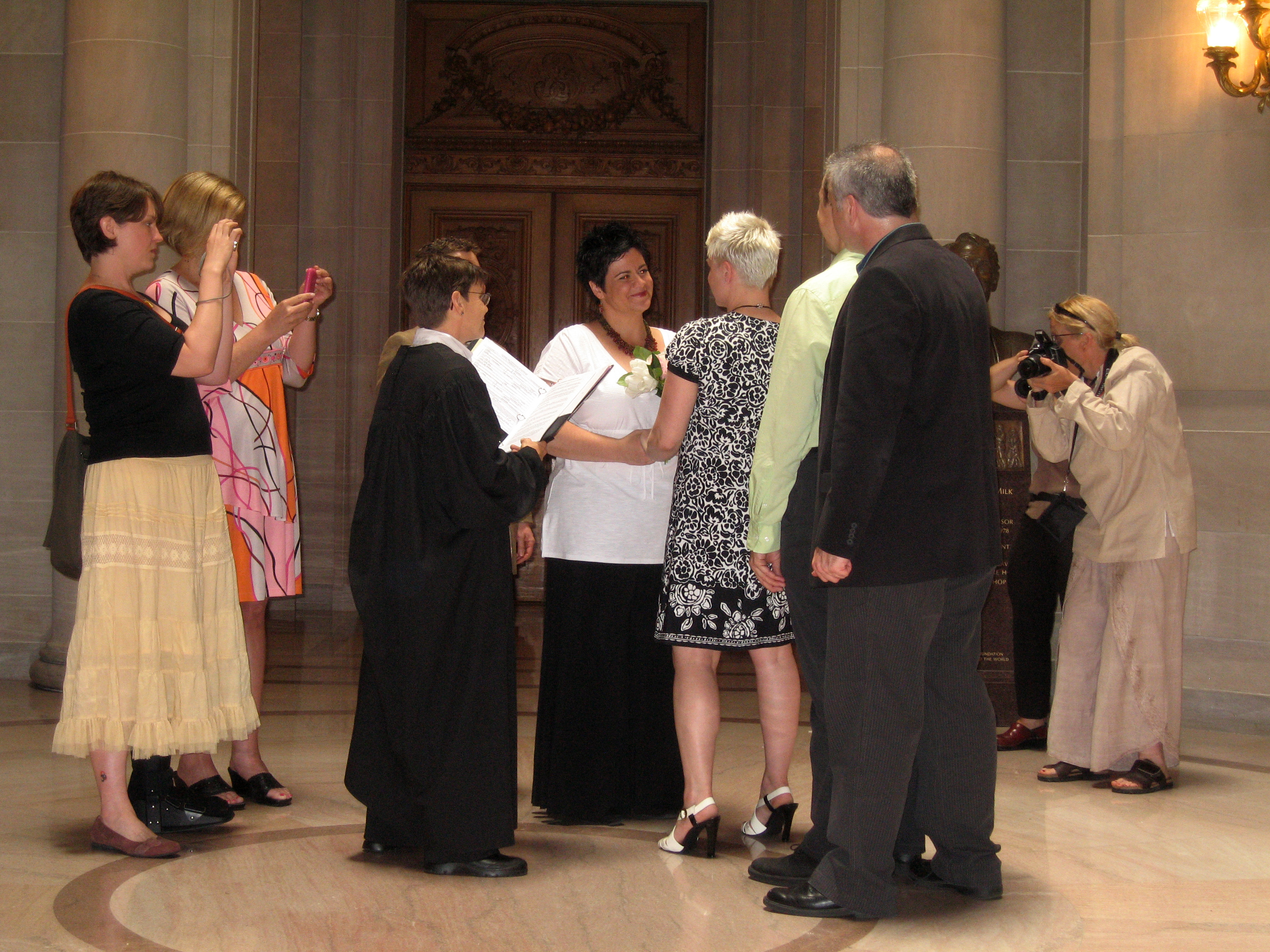
Церемония заключения однополого брака в San Francisco City Hall.

### Коннектикут
Ещё в апреле 2005 года в штате Коннектикут однополым парам было разрешено регистрировать гражданские союзы, которые фактически гарантировали им такие же права, что и у гетеросексуальных пар. Несмотря на это, несколько однополых пар подали иск в Верховный суд с целью добиться признания того же статуса, что и у гетеросексуалов.
Решением четырёх судей из семи 10 октября 2008 года Верховный суд штата Коннектикут постановил, что закреплённое в законодательстве определение брака дискриминирует однополые пары. Таким образом, Конектитут стал третьим штатом в США после Массачусетса и Калифорнии, признавшим однополые браки. Губернатор штата Джоди Релл заявила, что не согласна с решением суда, но подчинится ему.
Первая однополая свадьба состоялась в Коннектикуте 12 ноября 2008 года. 24 апреля 2009 года губернатором штата был подписан закон об однополых браках.

### Айова
3 апреля 2009 года Верховный суд штата Айова постановил, что законодательство штата, запрещающее однополым парам вступать в брак, противоречит Конституции штата. Кроме того, по мнению суда, альтернативная форма однополых союзов в виде гражданских союзов не является достаточной. Решение суда вступило в силу 27 апреля.
Также ещё в 2008 году Верховный суд разрешил в однополых семьях усыновление детей своих партнёров.
1 февраля 2011 года Палата Представителей штата Айова одобрила законопроект, предусматривающий вынесение вопроса отмены действия однополых браков на референдум в 2013 году. В случае одобрения проекта на референдуме, брак в Айове будет определён на конституционном уровне как союз мужчины и женщины. Однако законопроект до сих пор не принят, так как составляющие большинство в Сенате штата демократы обещали блокировать его принятие.

### Вермонт
Вермонт стал первым штатом США, легализовавшим однополые браки на законодательном уровне. Сначала на законопроект об однополых браках было наложено вето губернатора, но 7 апреля 2009 года Парламент штата отменил большинством голосов губернаторское вето, и закон вступил в силу 1 сентября 2009 года.
Вермонт был первым штатом в стране, легализовавшим ещё в 2000 году гражданские союзы. С тех пор различные ЛГБТ-группы критиковали наличие в штате двух параллельных систем — гетеросексуальные браки и гомосексуальные гражданские союзы. Заключённые до этого времени гражданские союзы сохраняются в силе, однако новые гражданские союзы с 1 сентября 2009 года более не заключаются. Закон о браке также не обязывает церкви производить венчания однополых пар.

### Нью-Гэмпшир
Нью-Гэмпшир стал пятым штатом США, регистрирующим однополые браки (или шестым, принимая во внимание Калифорнию, где на тот момент однополые браки были отменены). Закон вступил в силу 1 января 2010 года. Консервативные политики до сих пор безуспешно пытаются добиться отмены закона. Однако, проведённое в 2012 году исследование показало, что 61 % жителей Нью-Гэмпшира выступают против отмены закона. Полностью поддерживают такую инициативу лишь 28 % опрошенных. Губернатор штата, демократ Джон Линч заявил, что наложит вето на попытки легислатуры, контролируемой республиканцами, отменить закон об однополых браках.

### Федеральный округ Колумбия
В столице США однополые браки были легализованы в декабре 2008 года мэром Адрианом Фенти. Распоряжение мэра вступило в силу с 3 марта 2009 года после отказа Верховного суда в ходатайстве о его отмене. В этом же году в округе стали признавать и однополые браки, заключённые в других штатах. По сей день противники однополых браков пытаются признать указ Фенти недействительным и провести референдум и утвердить брак как союз мужчины и женщины, но Верховный суд США отклоняет иски.

### Нью-Йорк
25 июня 2011 Сенат штата Нью-Йорк благодаря дополнительным голосам четырёх сенаторов от республиканской партии одобрил закон, легализующий однополые браки. Таким образом, Нью-Йорк стал шестым и самым крупным в США штатом, где разрешены подобные браки. Официально закон должен был вступить в силу 25 июля, однако власти решили открыть роспись на день раньше — в воскресенье. В этот же день около 900 однополых пар зарегистрировали свой брак, наплыв желающих был так велик, что мэр города Майкл Блумберг вынужден был разыграть право на регистрацию через специальную лотерею. Тем не менее противники закона о брачном равноправии угрожают судебными тяжбами. Тем не менее, число заявлений о вступлении в брак в августе 2011 возросло на треть по сравнению с тем же периодом прошлого года. Четверть заключаемых браков приходится на однополые пары.

### Вашингтон

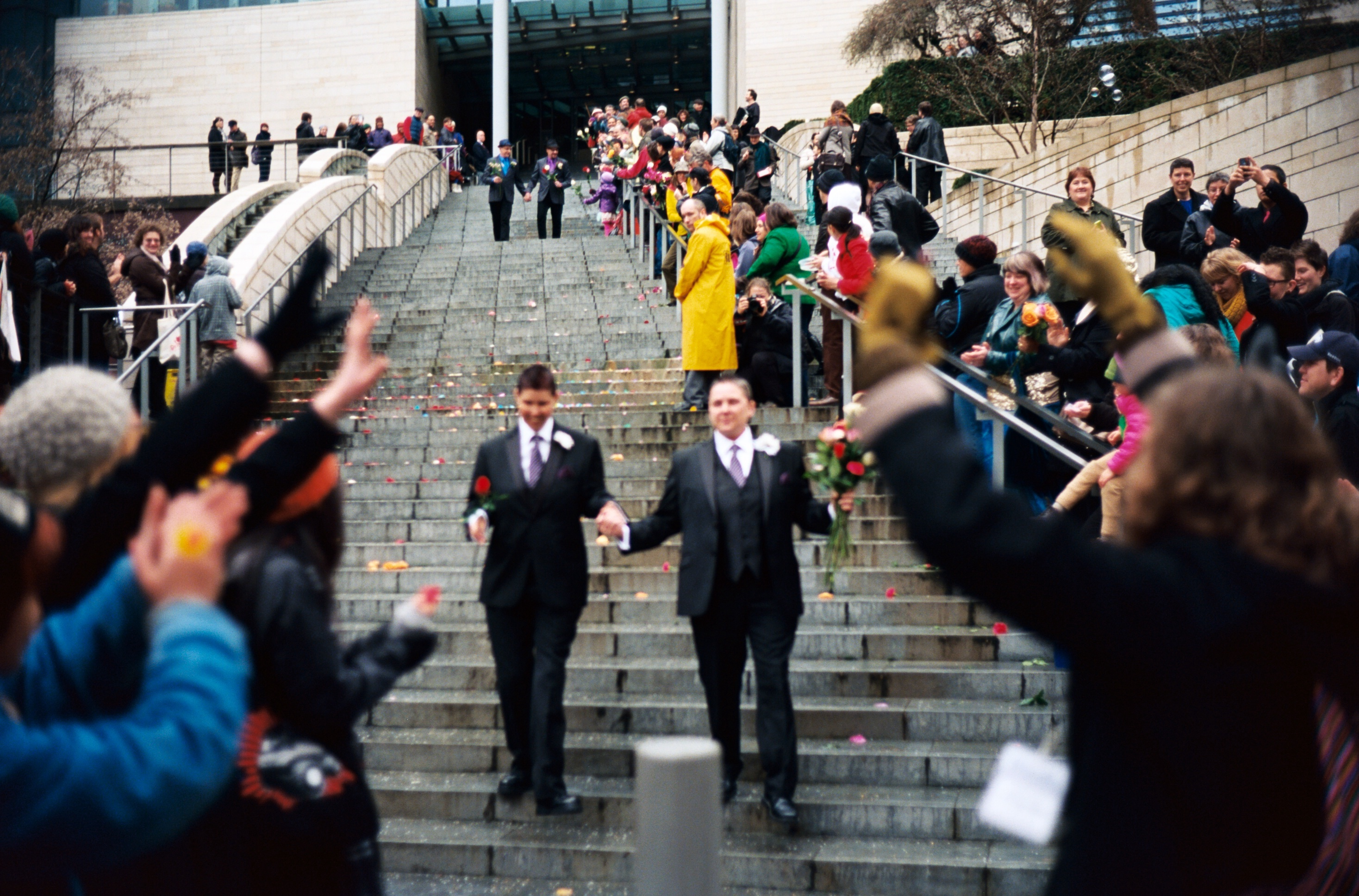
Заключение первого однополого брака в штате Вашингтон

14 февраля 2011 года законодатели штата Вашингтон внесли на рассмотрение легислатуры законопроект об однополых браках, запрещённых в штате с 1998 года, когда был одобрен «Закон о защите брака». В 2009 году губернатор Кристин Грегуар подписала, однако, расширенную версию законопроекта о «домашних партнёрствах» для однополых пар.
Штат Вашингтон стал седьмым штатом США легализовавшей однополые браки, после того как законопроект был подписан губернатором Крис Грегуар 13 февраля 2012 года. Закон вступил в силу 7 июня 2012 года.
Однако специально созданная коалиция «Сохраним брак в Вашингтоне» подала документы на проведение референдума по отмене закона об однополых браках. По результатам референдума, состоявшегося 6 ноября 2012 года, закон получил поддержку большинства населения штата.

### Мэн
Закон об однополых браках был одобрен законодателями штата Мэн ещё в начале 2009 года и одобрен губернатором штата в мае 2009 года. Тогда противники однополых браков добились вынесения вопроса на референдум, по результатам которого закон был отменён. Вопрос об однополых браках был повторно вынесен на референдум 6 ноября 2012 года, по итогам которого около 53 % населения поддержало право однополых пар на регистрацию брака. Таким образом, штат Мэн стал восьмым штатом США, легализовавшим однополые браки. Однополые пары могут регистрировать свои отношения в этом штате с 29 декабря 2012 года.

### Мэриленд
Сенат штата Мэриленд легализовал однополые браки 23 февраля 2012 года, за законопроект проголосовало 25 сенаторов, против — 22. Уже 1 марта 2012 года закон подписал губернатор штата Мартин О’Мэлли. Закон должен был вступить в силу уже в январе 2013 года. Однако этому помешали противники брачного равноправия, которые собрали необходимое число подписей для вынесения вопроса о судьбе однополых браков на референдум. Против легализации однополых браков в штате активно выступала Католическая церковь, насчитывающая более 1,2 миллиона прихожан в этом штате.
По результатам референдума, состоявшегося 6 ноября 2012 года, законопроект получил поддержку большинства населения штата.

### Род-Айленд
Род-Айленд стал десятым штатом США, легализовавшим однополые браки. Сенат штата одобрил 24 апреля 2013 года соответствующий законопроект, за который проголосовали 26 против 12 сенаторов. Палата представителей штата одобрила законопроект 56 голосами против 15 уже 2 мая. В этот же день законопроект был подписан губернатором штата Линкольном Чейфи. Таким образом, Род-Айленд стал последним штатом Новой Англии, легализовавшим однополые браки.
Закон наделяет однополых супругов всеми теми же правами, которыми наделены разнополые супруги, в частности, право на посещение супруга в больнице и выбор необходимого лечения, возможность заполнения совместной налоговой декларации и ряда документов, требующих предоставления информации о семье. Закон также позволяет однополым парам, состоящим в гражданском союзе (которые доступны жителям штата с 2011 года), преобразовать его в полноценный брак. Закон вступил в силу 1 августа 2013 года.
Римско-Католическая церковь, влияние которой в Род-Айленде очень велико, выступает с жёсткой критикой принятого закона.

### Делавэр
Сенат штата Делавэр 7 мая 2013 года 12 голосами против 9 принял законопроект, легализующий однополые браки. Губернатор штата Джек Маркелл сразу же подписал закон, и он вступил в силу 1 июля 2013 года. Палата представителей штата одобрила законопроект, за который проголосовали 23 члена палаты против 18, ещё две недели назад.
Ранее однополые пары штата уже имели возможность заключать гражданские союзы, обладающие равными с браком правами, и новый закон не даёт однополым супругам никаких дополнительных прав, кроме статуса полноценного брака. После вступления закона в силу все уже заключённые в Делавэре гражданские союзы в течение года будут преобразованы в брак, новые же союзы более заключаться не будут. Кроме того, гражданские союзы, заключённые в других штатах, будут рассматриваться в Делавэре как законные браки.

### Миннесота
9 мая 2013 года Палата представителей штата Миннесота приняла закон об однополых браках 75 голосами против 59. Сенат штата, в котором преобладают демократы, рассмотрел законопроект уже 13 мая 2013 года, за него проголосовало 37 сенаторов, против — 30. Таким образом, Миннесота стала двенадцатым штатом США и первым штатом на Среднем Западе (не считая Айову, в которой однополые браки были разрешены по решению Верховного Суда штата), легализовавшем однополые браки. Губернатор штата Марк Дейтон ещё до принятия закона Сенатом уже заявил, что сразу же подпишет его. Закон вступил в силу 1 августа 2013 года. Законопроект не обязывает церкви проводить брачные церемонии.
За два года Миннесота совершила резкий скачок. Ещё в 2011 году, когда в обеих палатах Парламента Миннесоты преобладали республиканцы, законодатели штата предпринимали попытку изменения Конституции штата с целью запрета однополых браков. Тогда этот вопрос был выдвинут на референдум, однако избиратели в ноябре 2012 года отвергли эту поправку, что вселило уверенность на легализацию однополых браков в будущем.

### Нью-Джерси
Ещё в 2006 году Верховный суд штата Нью-Джерси обязал правительство штата признать однополые союзы в какой-либо форме. Сенат штата 13 февраля 2012 года принял законопроект, легализующий однополые браки. За законопроект выступили 24 сенатора, против — 16. Однако губернатор штата Крис Кристи наложил на законопроект вето, мотивируя свою позицию тем, что столь важное решение не может быть навязано сенатом, а должно решаться на референдуме.
Это был не первый законопроект об однополых браках — в 2010 году подобный законопроект уже однажды отклонялся сенатом. Также однополые пары в штате Нью-Джерси уже имели возможность заключить гражданский союз.
27 сентября 2013 года суд Нью-Джерси вынес вердикт о конституционности однополых браков в штате и дал указание властям штата начать регистрировать однополые браки уже с 21 октября. По словам судьи Мэри Джэйкобсон, которая вынесла это решение, право однополых пар на брак определено конституцией штата, гарантирующей равные права всем жителям штата. По мнению суда, гражданские союзы дискриминируют однополые пары, так как они не позволяют получать льготы и пособия из федерального бюджета. В своем решении суд опирался на постановление Верховного суда США, признавшего ранее неконституционным «Закон о защите брака», определяющим брак лишь как союз мужчины и женщины.
Губернатор штата Крис Кристи, являющийся противником однополых браков, заявил о намерении оспорить решение суда в вышестоящем суде, однако, позже смирился со своим поражением и отозвал иск из Верховного Суда.

### Иллинойс
В Иллинойсе с 2011 года узаконены однополые гражданские союзы. 14 февраля 2013 года Сенат штата 34 голосами против 21 проголосовал за легализацию однополых браков. 5 ноября 2013 года законопроект поддержала Палата представителей штата: 61 голос — «за» и 54 — «против». Таким образом, Иллинойс стал 15-м штатом США, легализовавшим однополые браки. Губернатор Патрик Куинн подписал закон 20 ноября 2013 года. Закон вступил в силу 1 июня 2014 года, и со 2 июня начались первые регистрации однополых браков. Сочетаться браком смогут также и пары, не проживающие в Иллинойсе.
Закон не касается уже существующей возможности заключения гражданских союзов, которые в штате доступны как для однополых, так и для разнополых пар. В течение года после вступления закона об однополых браках в силу однополые пары, состоящие в гражданском союзе имеют право без уплаты пошлины преобразовать его в брак. При этом датой брака будет считаться дата заключения партнёрства. Те однополые пары, которые не воспользуются этим правом в течение года потеряют эту возможность и в дальнейшем для заключения полноценного брака им будет необходимо совершать новую церемонию.

### Гавайи
Сенат штата Гавайи проголосовал за легализацию однополых браков 12 ноября 2013 года. Из 23 сенаторов лишь трое выступили против принятия законопроекта. Таким образом, Гавайи стал 16-м штатом, разрешившим однополые браки, всего на несколько дней уступив Иллинойсу, в котором соответствующий закон был принят 5 ноября.
Закон был подписан губернатором штата Нилом Эберкромби сразу же после принятия сенатом.. Заключение однополых браков на Гавайях начнётся со 2 декабря 2013 года. Так как в Иллинойсе, легализовавшем однополые браки неделей ранее, закон вступит в силу лишь в июне 2014 года, фактически Гавайи станут 15-м штатом, в котором однополые пары получат право на брак.
Ранее на территории штата уже были разрешены однополые гражданские союзы, однако Верховный суд штата постановил, такие союзы ущемляют права однополых пар, поскольку не позволяют им наравне с состоящими в браке разнополыми парами получать льготы и пособия из федерального бюджета.

### Нью-Мексико
Штат Нью-Мексико оставался последним штатом США, в котором к концу 2013 года не существовало ни запрета, ни разрешения на однополые браки. Верховный суд штата 19 декабря 2013 года единогласным решением легализовал однополые браки на территории штата. Таким образом, Нью-Мексико стал 17-м штатом, разрешающим однополые браки. При этом, восемь из имеющихся 33 округов штата начали регистрацию гомосексуальных браков ещё в августе 2013 года. Нью-Мексико стал первым штатом Юго-Запада, разрешившим гомосексуальные браки.

### Юта
20 декабря 2013 года Федеральный суд в штате Юта после рассмотрения иска трёх однополых пар, которым власти штата отказали в выдаче свидетельств о браке, признал неконституционным запрет на однополые браки, введённый по результатам референдума 2004 года. Федеральный судья Роберт Шелби (англ. Robert J. Shelby) своим решением объявил такой запрет противоречащим Четырнадцатой поправке к Конституции США. Обоснование отмены законодательной нормы, определяющей брак как «союз мужчины и женщины» составило 53 страницы, на которых доказывалось, что легализация однополых браков не скажется на статистике браков между мужчинами и женщинами. Таким образом, Юта стала 18-м штатом США, легализовавшим однополые браки. Уже через несколько часов после решения суда в столице штата Солт-Лейк-Сити прошли первые однополые свадьбы.
Вместе с тем Юта считается очень консервативным штатом, управляемым республиканцами. В штате также велико влияние Церкви Иисуса Христа святых последних дней. Губернатор штата Гэри Герберт заявил, что будет добиваться восстановления запрета судом высшей инстанции. Однако Апелляционный суд десятого округа США отверг ходатайство штата на приостановление решения федерального судьи Ричарда Шелби до завершения апелляционного процесса и постановил, что регистрация однополых браков в штате может продолжаться.
1 января 2014 года власти Юты обратились в Верховный суд США с просьбой остановить регистрацию однополых браков. 6 января 2014 года Верховный суд США наложил временный запрет на регистрацию однополых браков в штате, который будет действовать до тех пор, пока Апелляционный суд десятого округа США детально не рассмотрит жалобу, поданную властями штата. Менее чем за месяц после легализации в Юте было заключено более 900 однополых браков.
10 апреля 2014 года Федеральный Апелляционный суд заслушал данное дело, и 25 июня вынес вердикт, в соответствии с которым утвердил решение нижестоящего суда. 5 августа Генеральный прокурор штата опротестовал решение Апелляционного суда в Верховный суд США.
6 октября 2014 года Верховный Суд США отклонил просьбу штата заслушать дело. Таким образом, однополые браки стали легальными в штате Юта.

### Оклахома
14 января 2014 года федеральный судья Теренс Керн отменил принятый в 2004 году на референдуме в штате Оклахома запрет на однополые браки, признав его противоречащим Конституции США. Губернатор штата Мэри Феллин обвинила судью в пренебрежении волей избирателей.
Штат протестовал решение федерального суда в Федеральный Апелляционный суд. 18 июля 2014 года Федеральный Апелляционный суд утвердил решение нижестоящего суда. Штат опротестовал это решение в Верховный суд США.
6 октября 2014 года Верховный Суд США отклонил просьбу штата заслушать дело. Таким образом, однополые браки стали легальными в штате Оклахома.

### Виргиния
13 февраля 2014 года федеральный судья Аренда Райт Аллен постановила, что принятый на референдуме запрет на однополые браки в штате Виргиния противоречит конституции. Решение не вступит в силу до тех пор, пока не закончится срок, предоставленный правительству штата для апелляций. По мнению судьи, это поможет избежать юридических проблем для тех однополых пар, которые решат незамедлительно узаконить свои отношения. Впоследствии, Апелляционный суд утвердил решение суда первой инстанции. Штат опротестовал это решение в Верховный суд США.
6 октября 2014 года Верховный Суд США отклонил просьбу штата заслушать дело. Таким образом, однополые браки стали легальными в штате Виргиния.

### Техас
26 февраля 2014 года федеральный судья штата Техас Орландо Гарсия постановил, что запрет однополых браков, принятый в Техасе на референдуме в 2005 году, никак не связан с нуждами государственного управления и нарушает конституционные гарантии равенства для всех граждан. Однако сам судья одновременно приостановил действие своего решения, чтобы дать возможность властям подать апелляцию. Губернатор штата Рик Перри заявил, что власти незамедленно воспользуются этим правом.

### Пенсильвания
20 мая 2014 года судья Федерального суда США Джон Э. Джонс III отменил запрет 1996 года на регистрацию однополых браков в штате Пенсильвания, объявив его неконституционным. Согласно этому закону, браком в Пенсильвании мог считаться только союз между мужчиной и женщиной. Губернатор штата Том Корбетт сообщил, что не намерен воспользоваться своим правом подавать апелляцию на решение судьи. Прокуратура штата также поддержала решение суда.

### Висконсин
6 июня 2014 года судья Федерального суда США Барбара Крабб отменила запрет на регистрацию однополых браков в штате Висконсин, объявив его неконституционным. Генеральная прокуратура штата сразу же обратилась в федеральный апелляционный суд с ходатайством приостановить регистрацию однополых браков Согласно своему постановлению, судья Крабб сохранила за собой возможность решить в дальнейшем, приостанавливать ли действие своего постановления на время его слушания в апелляционном суде. 13 июня решением Верховного суда штата регистрация браков временно приостановлена до рассмотрения дела судом апелляционной инстанции. Впоследствии, Апелляционный суд утвердил решение суда первой инстанции. Штат опротестовал это решение в Верховный суд США.
6 октября 2014 года Верховный Суд США отклонил просьбу штата заслушать дело. Таким образом, однополые браки стали легальными в штате Висконсин.

### Кентукки
1 июля 2014 года федеральный судья Джон Хейбурн признал запрет на однополые браки в штате Кентукки неконституционным. Штат тут же обжаловал данное решение в федеральный апелляционный суд Шестого округа, и оно было приостановлено до разрешения дела в апелляционном суде. 6 ноября 2014 года Апелляционный суд шестого округа США отменил решение суда первой инстанции и признал запрет на однополые браки в Кентукки конституционными. Решение апелляционного суда было обжаловано в Верховный суд США, где оно будет рассмотрно до мая 2015 года.

### Флорида
21 августа 2014 года федеральный судья Роберт Хинкл признал запрет на однополые браки в штате Флорида неконституционным. Штат тут же обжаловал данное решение в федеральный апелляционный суд Одиннадцатого округа, и оно было приостановлено до разрешения дела в апелляционном суде. 6 января 2015 года решение судьи Хинкла вступило в силу, и однополые браки стали легальными в штате Флорида. После решения Верховного Суда США по делу Обергефелл против Ходжеса однополые браки окончательно были узаконены в штате.

## Права однополых супругов

### Заключение однополых браков в вооружённых силах
После отмены армейской доктрины «Не спрашивай, не говори», военное ведомство США позволило военным капелланам проводить однополые браки на военных базах или вне военных баз в тех штатах, где они легализованы. Согласно циркуляру Пентагона, капелланы могут отказаться от проведения церемонии в случае, если это противоречит их убеждениям. Однако заключённый брак не будет признаваться министерством обороны, сказано в заявлении Пентагона, поскольку Федеральное правительство США не признает однополые браки, что, кроме всего, не позволяет гомосексуальным военнослужащим получить такие права и льготы, как, например, совместное проживание на военной базе или медицинские льготы для семей военнослужащих, ни какие-либо другие льготы связанные с вступлением в брак. Однако после решения Верховного суда США по делу «Соединённые Штаты против Виндзор» однополые супруги в вооружённых силах смогут получить те же права, что и разнополые.

### Иммиграционные права
С правом на регистрацию брака или союза также тесно связано право на иммиграцию. Так только в США около 36 000 пар разделены территориально, поскольку федеральное иммиграционное законодательство, следуя букве Закона о защите брака (Defence of Marriage act), не признает однополые браки или союзы. До решения Верховного суда США о признании третьей части Закона неконституционной даже в штатах, легализовавших однополые браки, пары жили в опасении депортации партнёра. В апреле 2011 Демократическая партия США предложила законопроект «Uniting American Families Act», который, вместе с законопроектом The Respect for Marriage act, возможно, устранит неравенство, если будет принят.

### Проблема развода однополых пар
Одной из проблем, связанных с однополыми браками, является получение развода в тех штатах, где однополые браки не признаются. Согласно законодательству, развод можно оформить только по месту жительства, в связи с чем однополые пары, которые заключили брак в штатах, позволяющих это сделать, сталкиваются с проблемой оформления разрыва отношений, если постоянно проживают в штатах, не легализовавших однополые браки. Так, например, судьи штатов Техас, Оклахома и Род-Айленд отказали в бракоразводном иске однополым парам ссылаясь на конституционное определение брака в соответствующих штатах и мотивируя свой отказ также тем, что развод — своего рода признание однополого брака. Гетеросексуальные пары не сталкиваются с подобными ограничениями в аналогичных обстоятельствах.

### Дети в однополых парах
В США около 2 млн детей воспитываются в однополых парах. Согласно докладу «Вопрос о детях: Как юридическое и социальное неравенство наносит вред семьям ЛГБТ», в связи с тем что однополые браки не признаны на федеральном уровне, однополые семьи платят больше налогов и не имеют равного доступа к страхованию здоровья и правительственным программам, направленным на семьи. В 31 штате трудно отстоять факт отцовства однополого партнёра в случае смерти одного из супругов или развода, в результате чего ребёнок оказывается в уязвимом положении. Абсолютное большинство детей, воспитывающихся в однополых парах — дети от прежних отношений с партнёром противоположного пола. Тем не менее, число усыновленных детей также растет. Так, например, в 2009 году таких детей было 32 571, в то время как в 2000 — всего 8 310. Большинство усыновленных детей из штатов Массачусетс, Калифорния, Нью-Йорк и Техас.

## Статистика однополых браков

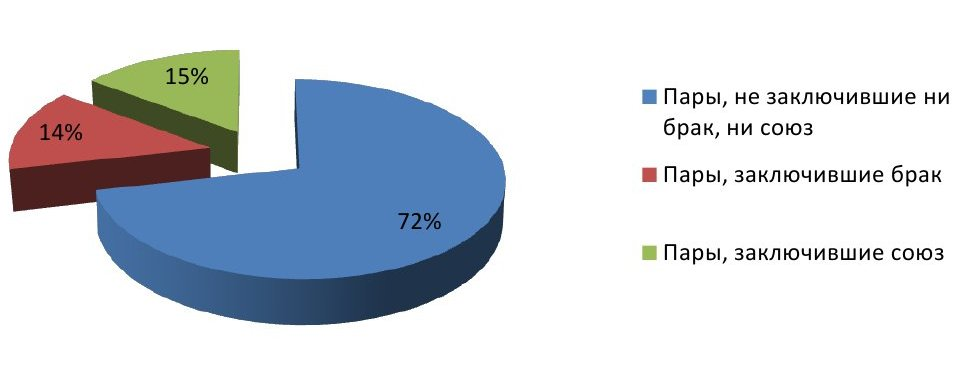
Однополые пары их статус, данные the Williams institute

Согласно данным Бюро переписи населения США, полученным в ходе опроса респондентов, всего число однополых пар в этой стране составляет 901 997, по сравнению с 2000 г. отмечается рост на 52 %, прежде всего в центральных штатах, что связано с растущим принятием гомосексуальности. По уточненным данным, число однополых пар в стране составляет 646 464, что составляет 0,55 % от всех пар. Больше всего однополых пар в процентном соотношении ко всему населению — в столице страны Вашингтоне (округ Колумбия) — около 2 %, далее по убыванию: в Вермонте, Массачусетсе, Калифорнии, Орегоне, Делавэре, Нью-Мексико и штате Вашингтон; менее всего — в Северной и Южной Дакоте и Вайоминге (менее 0,3 %). В целом по стране 131 729 пар заключили брак. Наиболее высокий процент однополых пар, заключивших брак (44 %) — в Массачусетсе, наиболее низкий (10,3 %) — в штате Мэн. 71,5 % однополых пар не заключили никакую форму союза, 14,7 % заключили однополый союз и 13,8 являются официальным полноправными супругами. Среди пар, заключивших однополый союз или брак, 24,2 % не имеют признания своего союза, 16,2 % — своего брака. В каждой пятой однополой семье есть дети.

## Общественное мнение
По данным опроса общественного мнения, проведённого телеканалом «CNN» в феврале 2015 года, большинство американцев (63 %) поддерживают легализацию однополых браков по всей стране.
Наблюдались контрасты общественного мнения, связанные с региональными отличиями и приверженностью к определённой политической партии. Taк, по состоянию на март 2011 года oднополые браки поддерживали около 59 % населения Северо-востока США, 56 % — Запада, на Среднем Западе — 40 % и на Юге — 34 %. Среди демократов за однополые браки высказываются 57 %, в то время как доля республиканцев равна 23 %, среди неопределившихся — 51 %. Можно выделить также и возрастные отличия, так, 64 % людей в возрасте до 30 лет положительно относятся к брачному равноправию, в то время как среди людей старшего поколения (более 70 лет) таковых всего 27 %.
С 2013 года все национальные опросы отображают поддержку однополых браков большинством американцев. Также один из опросов показал, что каждый третий американец, поддерживающий однополые браки, раньше придерживался противоположных взглядов, но изменил своё мнение.

## Экономический эффект
По мнению журналиста Businessweek Эсме Депрез ожидается, что установление брачного равноправия только в Нью-Йорке приведет к росту экономики штата на 100 млн долларов в год напрямую благодаря налогам и сборам в связи с вступлением в брак, а также косвенно в результате гей-туризмa, организации свадеб и создания новых рабочих мест.